# Ottenby
Ottenby es una reserva natural en el extremo sur de la isla de Öland en Suecia. Ottenby fue con anterioridad un coto real de caza donde había Dama dama (gamos), y el rey Carlos X Gustavo de Suecia construyó un muro de piedra para confinar allí a los ciervos nativos. La reserva está situada en el borde sur de Stora Alvaret, un ecosistema exclusivo de lapiaz distinguido como Patrimonio de la Humanidad el cual comprende la mitad sur de la isla de Öland. Ottenby ofrece diversos habitats incluyendo el de marismas costeras, el marino, el de bosque y el alvar. Como pueblos cercanos se pueden indicar Alby, Hulterstad, Gettlinge y Triberga.
El 5 de diciembre de 1974, en la primera declaración de sitios Ramsar del país, fueron protegidas  1856 ha. (n.º ref. 17).

## Área prehistórica
El asentamiento más antiguo conocido con presencia humana en el sur de la parte sur de la isla se encuentra ligeramente al norte en la localidad de Alby que data del Mesolítico demostrando la presencia de cazadores-recolectores. El pueblo prehistórico data de principios de la Edad de Piedra cuando los asentamientos en la isla llegaron desde la península a través de un puente de hielo que conectaba por el estrecho de Kalmar alrededor de los años 6000 a 7000 AC.